# Kornsalgsperioden
Kornsalgsperioden var perioden fra ca. 1830 til ca. 1870, hvor de danske landmænd dyrkede og eksporterede korn i store mængder og til gode priser til især England. Efterspørgslen efter kornprodukter var stigende fra de engelske industribyer med store arbejderkvarterer, hvis beboere skulle brødfødes, og det kom det danske landbrug til gode. Perioden var således én lang højkonjunktur for landbruget i Danmark, der fik yderligere næring, da Storbritannien i 1846 afskaffede de såkaldte kornlove, der havde begrænset den britiske kornimport. Ophævelsen af kornlovene blev set som det endelige gennembrud for liberalismen som ideologi i international økonomi og førte til yderligere efterspørgsel efter og derfor stigende priser på danskproduceret korn.

## Betydning for samfundsøkonomi og bondestand
Det var først og fremmest de store godsejere, der tjente på de stigende priser, men også almindelige bønder kunne mærke fremgangen. På dette tidspunkt var der stadig en del fæstebønder tilbage. I løbet af 1800-tallet frikøbte de sidste fæstebønder sig.

## Periodens afslutning
I 1870'erne og 1880'erne medførte den nye teknologi i form af jernbaner og dampskibe, at billigt korn fra USA og Rusland blev udbredt på det europæiske marked, og eksport af korn var dermed ikke længere en god forretning for de danske landmænd. Det førte til kornsalgsperiodens afslutning og en omstilling af det danske landbrug til animalsk produktion af smør, æg og bacon - varer, som der nu også var stigende efterspørgsel efter især i England i takt med, at de engelske realindkomster var steget. På markerne dyrkedes fortsat korn, som imidlertid nu fortrinsvis blev brugt som foder for de voksende dyrehold.